# فوسفات عضوي

الصيغة العامة للفوسفات العضوي، والذي هو عبارة عن إسترات عضوية لحمض الفوسفوريك.

الفوسفات العضوي هو الاسم العام الذي يطلق على إسترات حمض الفوسفوريك، بالتالي يمكن القول أن الفوسفات العضوي هو صنف من مركبات الفوسفور العضوية.
توجد مركبات الفوسفات العضوي في العديد من المركبات الكيميائية الحيوية المهمة بما فيها حمض نووي ريبوزي منقوص الأكسجين وحمض نووي ريبوزي، بالإضافة إلى العوامل المرافقة (أو المتمّمة)، والتي لها دور أساسي في استمرار الحياة.
بالمقابل، فإن مركبات الفوسفات العضوي تعد الأساس في تصنيع العديد من المبيدات الحشرية ومبيدات الأعشاب والعوامل العصبية، وهو أحد أنواع الغازات المستخدمة فالشغب والحروب غاز مسيل للدموع. لذلك تُصنَّف مركبات الفوسفات العضوية من وكالة حماية البيئة في الولايات المتحدة الأمريكية ضمن المواد الخطيرة تجاه الإنسان والمخلوقات البرية والحشرات، ومن ضمنها النحل.

## البنية
يمكن تصنيف مركبات الفوسفات العضوي، والتي هي إسترات حمض الفوسفوريك، على أساس عدد المرتبطات العضوية إلى استرات أحادية أو ثنائية أو ثلاثية:

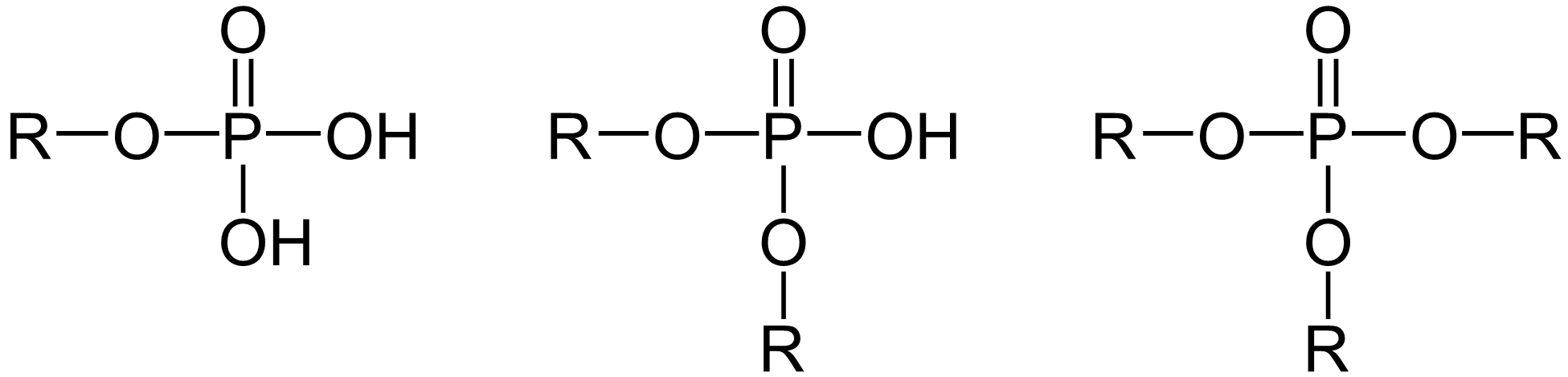
من اليسار إلى اليمين: أحادي إستر، ثناثي إستر، ثلاثي إستر.

يجب التمييز بين الاسترات المذكورة واسترات حمض بيرو الفوسفوريك (حمض ثنائي الفوسفوريك)، وحمض ثلاثي الفوسفوريك، والتي هي إسترات أحادية.

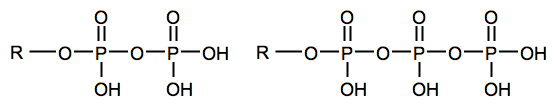
إسترات حمض ثنائي وثلاثي الفوسفوريك.

## اقرأ أيضاً
- فوسفات